# Amblyseiulella heveae
Amblyseiulella heveae är en spindeldjursart som först beskrevs av Oudemans 1930.  Amblyseiulella heveae ingår i släktet Amblyseiulella och familjen Phytoseiidae. Inga underarter finns listade i Catalogue of Life.